# Буковинка (печера)
Букови́нка — печера, геологічна пам'ятка природи загальнодержавного значення в Україні. Розташована за 1,5 км на південний захід від села Стальнівці, що в Новоселицькому районі Чернівецької області.
Площа пам'ятки природи 5 га, статус — з 1981 року.
Буковинка — одна з найбільших печер Буковини. Виявлена в лютому 1976 року в стінці покинутого гіпсового кар'єру. Обстежена 1979 року чернівецькими спелеологами. Належить до карстового масиву в межах Подільсько-Буковинської карстової області.
Печера є триповерховим лабіринтом загальною довжиною понад 5 км. Нижній поверх майже повністю затоплений. Ходи верхнього поверху звужені, середнього (основного) — широкі та порівняно високі — завширшки пересічно 2—3 м, заввишки 1,5—5 м. Саме тут уперше на Буковині були знайдені сталактити; є також чимало різних натічних форм і вторинних кристалів. Ходи нижнього ярусу мають низьке склепіння. Виявлено теж декілька озер з мінералізованою водою. Взимку біля входу до печери утворюються крижані сталактити і сталагміти. Печера — притулок кажанів.
Буковинка може використовуватися в наукових і курортно-лікувальних цілях, а також для розвитку спелеотуризму.